# Hansruedi Jordi
Hansruedi Jordi (* 1. Januar 1945 in Solothurn) ist ein Schweizer Jazzmusiker (Trompete, Klavier, Flügelhorn, Gesang).
Jordi erlernte zunächst Klavier. Da es derzeit in der Schweiz noch keine Jazzschule gab, machte er eine KV-Lehre und spielte in der Tanzband "Diana Sextet" als Pianist mit. Mit 16 Jahren wechselte er zur Trompete. Die Berufswahl gestaltete sich schwierig und HRJ begann eine KV-Lehre, was später zum Beruf: "Kaufmann in der Musikbranche" führte. 1970 bewarb er sich bei der Klavierfabrik Schmidt-Flohr AG in Bern als Lehrer für elektronische Orgeln. Er wurde schon bald als Orgel- und Klavierverkäufer sowie als Demo-Organist an den Berner Ausstellungen BEA und MOWO eingesetzt. Nach einer Weiterbildung an der Marketing- und Werbeschule Max Bieber, Bern avancierte er zum Abteilungsleiter und Werbefachmann der Firma. Er gründete eine eigene Orgelschule und spielte die Alben: My Keyboard World und Yellow Leaves ein. 1981 gründete er sein eigenes Verkaufsgeschäft, das "Piano- und Orgelhaus H.R.Jordi". 1991 liquidierte er sein Geschäft und arbeitete für ein Jahr im Asylwesen für die Fürsorgedirektion des Kantons Bern. Als 1992 die Asylbewerberzahlen rückläufig wurden fand er eine Stelle als CEO der Musik Hug Filiale in Solothurn. Er wurde in das Komitée von "Jazz am Märetplatz" berufen und trat der Ambasstown Jazzband (Kulturpreis des Kantons Solothurn) als Leadtrompeter bei, 1998 schloss die Hug Gruppe die Solothurner Filiale und Jordi wechselte in die Schulmusik. An der Sekundarschule und am Untergymnasium Kirchberg BE und weiteren Schulen unterrichtete er Musik und Gesang und coachte 13 Schülerbands.
2000 wurde er Leadtrompeter der Loverfield Jazzband Bern, mit der er zwei Alben "Any Time" und "s'Wonderful" einspielte. 2007 wurde ihm und der LJB der Swiss Jazz Award in Ascona verliehen. Er spielte in diversen Formationen bis heute gegen 30 mal an den Lenker Jazztagen. Er gründete 2010 die Old Time Jazzband "Chicago Hot Six" und wenig später das Mainstream Quartett "The Swingin' Fours", welches später durch das Quartett "The Jazz Four" ersetzt wurde. Im Sommer 2006 verabschiedete er sich vom Schulwesen und widmete sich nur noch dem Jazz.  Er reformierte und professionalisierte die "Old Man River Jazzband und präsentierte diese 2022 unter dem neuen Namen "The New Old Man River Jazzband" an den Lenker Jazztagen. 2020 wurde er Leadtrompeter in Rita T's Jazzcombo mit Spass, wo er mitwirkte bis zum Abschiedskonzert im Oktober 2024 als die erfolgreiche Band von der Gründerin aus gesundheitlichen Gründen aufgelöst wurde.
Begegnungen: John Crocker GB, Ian Wheeler GB, Leroy Jones USA, Vincent Lachat CH, Rolf Häsler CH, Victoria Mozalevskaya Kasachstan/CH,  Hazy Osterwald CH,  Max Greger BRD, Sean Moyses GB/USA
Festivals:  Giverola ESP, Saint Raphael F, Lenker Jazztage CH,  Swing in the Wind Estavayer le Lac CH, Jazz am Märetplatz Solothurn CH, New Orleans Meets Zofingen CH, Jazztage Meilen CH, New Orleans & Classics Ascona CH, wo ihm mit der Loverfield Jazzband 2007 der Swiss Jazz Award verliehen wurde.  
Aktuell wirkt er in der Chicago Hot Six Jazzband und The Jazz Four als Leader. Das Jahr 2025 erklärte er altershalber (80) zum "Bühnenabschiedsjahr". Detailliertere Angaben findet man unter www.chicagosix-jazzband.ch